# Високогорненське міське поселення
Високого́рненське міське поселення (рос. Высокогорненское городское поселение) — сільське поселення у складі Ванінського району Хабаровського краю Росії.
Адміністративний центр — селище міського типу Високогорний.

## Населення
Населення міського поселення становить 2902 особи (2019; 3427 у 2010, 4171 у 2002).

## Склад
До складу міського поселення входять:
| Населений пункт                    | Населення, осіб (2002) | Населення, осіб (2010) |
| ---------------------------------- | ---------------------- | ---------------------- |
| Високогорний, селище міського типу | 4044                   | 3376                   |
| Датта, селище                      | 29                     | 24                     |
| Косграмбо, селище                  | 10                     | 7                      |
| Кузнецовський, селище              | 63                     | 4                      |
| Оуне, селище                       | 25                     | 16                     |